# Giuseppe Zangara
Giuseppe Zangara (7 de septiembre de 1900-20 de marzo de 1933) fue el asesino del alcalde de Chicago Anton Cermak, aunque es posible que el objetivo fuese el presidente electo de los Estados Unidos Franklin D. Roosevelt. Roosevelt no fue herido, pero cinco personas más, incluyendo a Cermak, recibieron disparos.

## Primeros años
Zangara nació en Ferruzzano, Calabria, Italia. Después de combatir en los Alpes del Tirol en la Primera Guerra Mundial, Zangara se dedicó a trabajos de baja categoría en su pueblo natal antes de emigrar con su tío a los Estados Unidos en 1923. Se asentó en Paterson, Nueva Jersey, y el 11 de septiembre de 1929 se naturalizó estadounidense.

## Problemas de salud
Zangara, un albañil con poca educación, sufría un severo dolor en su abdomen, que los médicos le dijeron era crónico e incurable. En 1926 fue sometido a una apendicectomía, que no sirvió de nada, o en todo caso empeoró su dolor. Más tarde, los médicos que realizaron la autopsia atribuyeron tal dolor abdominal a adhesiones que encontraron en la vesícula biliar. En su testimonio en prisión, el propio Zangara lo atribuyó a haber sido obligado a realizar trabajos físicos extenuantes en la granja familiar desde temprana edad, indicando que su dolor comenzó a los seis años. Estas adhesiones serían citadas como causas de sus cada vez más frecuentes delirios. Debido a sus condiciones físicas y mentales se le volvió cada vez más difícil trabajar.

## Intento de asesinato
El 15 de febrero de 1933, Roosevelt se encontraba improvisando un discurso desde la parte trasera de un automóvil abierto en el área de Bayfront Park en Miami, Florida, donde Zangara residía, realizando trabajos ocasionales y vivía de sus ahorros. Zangara se unió a la multitud armado con una pistola calibre 32 que había comprado en una casa de empeños. Sin embargo, al medir solo 1,52 m, no podía ver sobre el resto de la gente que se encontraba en aquel lugar, y tuvo que subirse a una tambaleante silla de metal plegable, tratando de mirar por encima del sombrero de Lillian Cross para apuntar a su objetivo. Después del primer disparo, la señora Cross, que sufrió quemaduras de pólvora en la mejilla derecha, y otros sujetaron su arma, y él realizó otros cuatro disparos sin apuntar. Cinco personas fueron heridas, incluyendo al alcalde de Chicago Anton Cermak, quien se encontraba parado en el estribo del automóvil al lado de Roosevelt. Camino al hospital, Cermak le habría dicho a Roosevelt: "Me alegro de que haya sido yo y no tu, Sr. Presidente", palabras ahora escritas en una placa en Bayfront Park.

## Repercusiones
En la celda del juzgado del condado de Miami-Dade, Zangara confesó: "Tengo el arma en mi mano. Mato reyes y presidentes primero y luego a todos los capitalistas". Se declaró culpable de cuatro intentos de asesinato y fue sentenciado a 80 años en prisión. Cuando era sacado de la corte, Zangara le dijo al juez: "Cuatro veces 20 es 80. Oh, juez, no sea tacaño. Deme cien años". El juez, consciente de que Cermak podría no sobrevivir, contestó: "Quizá luego habrá más". 
Cermak murió de peritonitis 19 días más tarde, el 6 de marzo de 1933, dos días después de la toma de posesión de Roosevelt. De inmediato se acusó a Zangara de asesinato en primer grado (asesinato premeditado) por la muerte de Cermak. Debido a que Zangara había intentado cometer un asesinato, era irrelevante que su objetivo no fuese el hombre que finalmente asesinaría. En ese caso, todavía sería culpable según la ley de "intención transferida".
Zangara se declaró culpable del cargo adicional de asesinato, y fue condenado a la pena de muerte. Después de escuchar la sentencia, Zangara dijo: "Dame la silla eléctrica. No le tengo miedo a esa silla! Capitalistas. Sois criminales también. Ponme en la silla eléctrica. No me importa!". Según las leyes de Florida un asesino convicto no podía compartir la celda con otro prisionero antes de su ejecución, pero otro asesino convicto ya estaba esperando a ser ejecutado en Raiford. La sentencia de Zangara requirió que los oficiales de la prisión expandieran el área de espera, y la "celda de la muerte" se transformó en "corredor de la muerte".

## Ejecución
El 20 de marzo de 1933, después de pasar solo 10 días en el corredor de la muerte, Zangara fue ejecutado en la silla eléctrica en la Prisión Estatal de Florida en Raiford. Zangara se enfureció cuando se enteró de que no habría cámaras de noticiarios filmando sus últimos momentos. Las últimas palabras de Zangara fueron: "Viva Italia! Adiós a toda la gente pobre de todo el mundo! [...] Aprieta el botón! Adelante, aprieta el botón!".

## Motivos
Raymond Moley, quien entrevistó a Zangara, creía que este no era parte de ninguna trama más grande y que había intentado matar a Roosevelt.
Han circulado teorías alternativas, especialmente en Chicago, donde hubo rumores de que Zangara era un asesino a sueldo que trabajaba para Frank Nitti, cabeza del Chicago Outfit (la mayor organización criminal de Chicago). Supuestamente, el alcalde Cermak era el verdadero objetivo debido a su compromiso a acabar con la desenfrenada violencia de gánsteres en Chicago. Otra especulación es que Cermak estaba conectado con los rivales del Outfit en los bajos fondos.
Algunas versiones de la historia afirman que Zangara fue una distracción para que un segundo atacante le disparara a Cermak; pero este segundo atacante armado nunca fue visto.
Otro argumento dice que Zangara había sido un tirador experto en el ejército italiano (aunque no con una pistola desde grandes distancias y obviando su mayor edad, problemas de salud, el tirar sobre una silla tambaleante debido a su baja estatura y su propia declaración sobre a quien quería disparar), y supuestamente acertaría a su objetivo, de esta forma, quizá, Cermak era la víctima deseada.

## En la cultura popular
Zangara fue interpretado por Eddie Korbich en la producción original off-Broadway de la obra musical Assassins de Stephen Sondheim. En posteriores producciones fue interpretado por Paul Harrhy en Londres y por Jeffrey Kuhn en la producción original de Broadway. Apareciendo en varias canciones de la obra, tiene un solo en el número "How I Saved Roosevelt".
Zangara cumple un rol importante en el trasfondo de El hombre en el castillo de Philip K. Dick. La novela histórica alternativa comienza con la premisa de que Zangara tuvo éxito en el asesinato de Franklin D. Roosevelt, utilizando ese evento histórico como punto de divergencia.
En 1960, en una trama de dos partes de la serie de televisión Los Intocables, el actor Joe Mantell interpretó a Giuseppe "Joe" Zangara. El episodio se centra en el plan de Nitti para matar al alcalde Cermak que fracasa gracias a Eliot Ness. Pero la exitosa prevención del asesinato es rápidamente opacada cuando Zangara realiza el atentado. Los dos episodios fueron originalmente transmitidos el 25 de febrero y el 3 de marzo de 1960.